# Имарет
Имаре́ты (от араб. عمارة‎ — «строение, здание», осман. عمارت‎) — название восточных благотворительных учреждений, открываемых обычно при мечетях и поддерживаемых подаяниями (садака) прихожан.
В них получают пропитание не имеющие средств учащиеся, как и вообще нищие и бесприютные. Имареты существуют почти во всех значительных мусульманских городах и ведут своё происхождение со времен первых халифов. Особенно много имаретов в Стамбуле.